# 甾体

甾核（steroid nucleus）结构

類固醇的命名，甾族環系與支鏈：ABCD類固醇環(烴框架)母體系統顯示，除非再次與所有正常看到的支鏈，以線與角度為表述，用國際純粹與應用化學聯合會化學命名批准的 (IUPAC-approved)環上字母和原子編號。它的核心是只有四個ABCD環組成的烴類，沒有支鏈或由甲基取代，這17個碳的化合物腺甾烷，是最簡單的類固醇，而且是目前大多數類固醇中的一個子結構。

類固醇又称甾体、类甾醇，统称甾族、甾类、甾，是一群基于甾核碳骨架的衍生物，其特征是有一个四环的母核，由3个六碳环（A、B、C环）和1个五碳环（D环）稠合而成，甾核部分或完全氢化，且通常在C-10和C-13位置有甲基，C-17位置有烷基，并且，该碳骨架可发生一或多个断键、扩环和/或缩环。必须注意的是，类固醇的意思是“类似固醇”，其不一定属于醇类；为避免名称中“类”与“醇”在上下文中造成误解或歧义，常改称甾体。
类固醇的种类繁多，可为天然或合成化合物，包括：固醇类、肾上腺皮质素、性激素、胆汁酸、致癌烃类、心糖苷配基、皂苷配基等。作为药物者，以前俗稱「美國仙丹」，因其在短时间内取得良好的治疗效果。
所有類固醇都是從乙酰輔酶A生物合成路徑所衍生的。不同的類固醇在其附在環上的官能團有所不同，而其基本結構都是有一個環戊烷多氫菲核。現時從植物、動物及真菌中確認的有數以百種的類固醇。
类固醇又称甾体（甾是災的异体字）的缘由是，取“甾”字有其象形性，“巛”代表了侧链，“田”代表了四个环。

## 生理及藥理

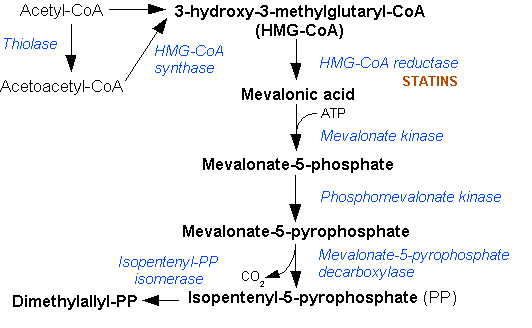
甲羥戊酸途徑 (Mevalonate pathway)

類固醇合成的示意图。本图展现了由中间物异戊烯焦磷酸（IPP）和二甲基烯丙焦磷酸（DMAPP）分步转化为焦磷酸香叶酯、角鲨烯，最终合成羊毛甾醇的过程，某些中间步骤与产物被省略。参见代谢。

類固醇在生物系統中最重要的角色就是作為激素。類固醇激素與其受體蛋白質結合以產生生理反應，引發基因轉錄及細胞功能的改變。
在人類生理及藥理上，最重要的類固醇是膽固醇、類固醇激素、它的前體及代謝物。在血液中，類固醇負責運送蛋白質。
膽固醇是一種重要的固醇，作為構成動物細胞膜的普通元素。但是，低密度脂蛋白膽固醇（LDL-C）會導致不同的疾病及病徵，例如動脈硬化。大部分其他類固醇亦是從膽固醇合成。不同的激素，包括脊椎動物的性激素，都是由膽固醇建立的類固醇。

### 類固醇的生物合成和代謝

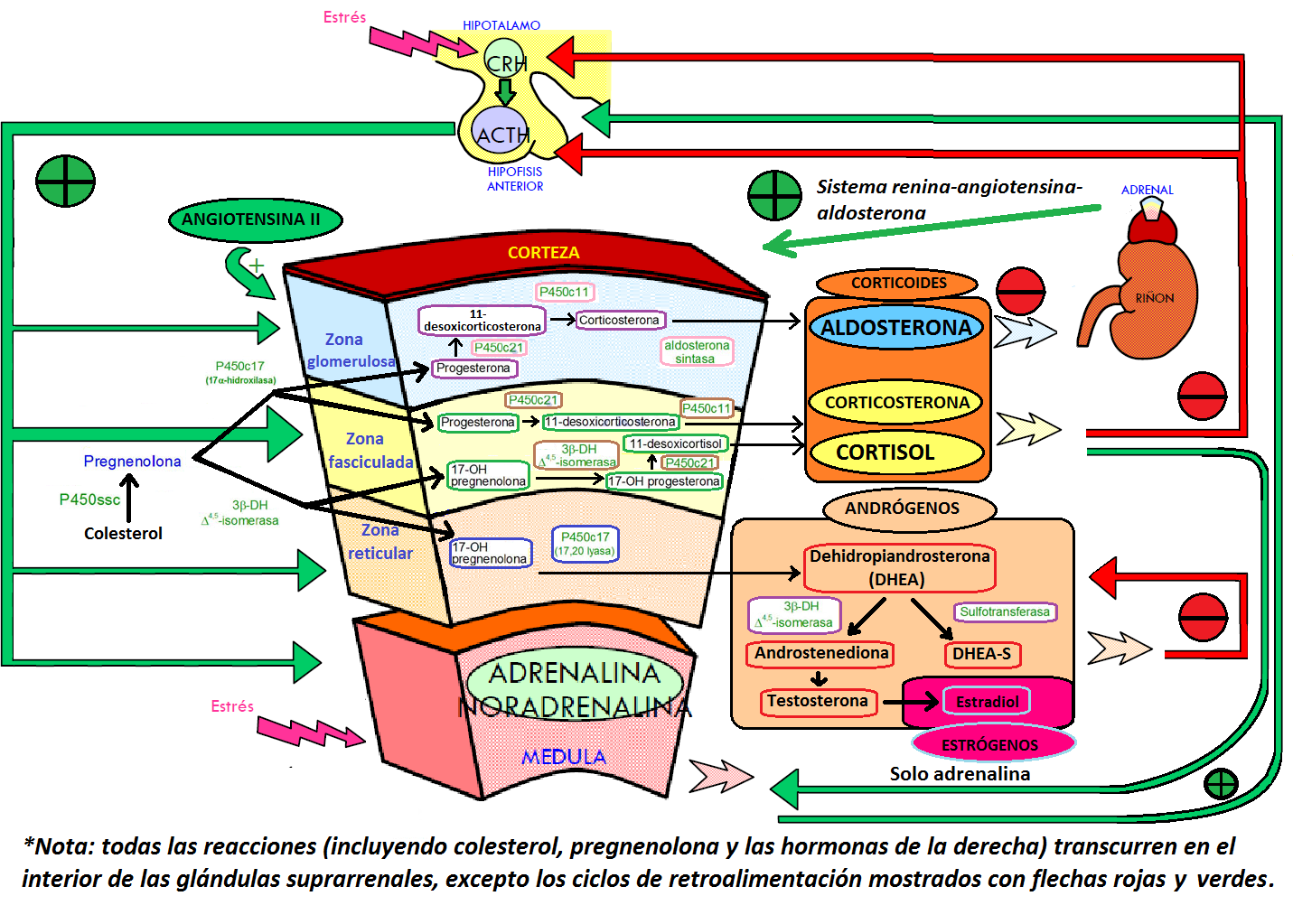
腎上腺中，類固醇激素的合成

在動物，真菌和植物中發現數以百計不同的類固醇，或者是從羊毛甾醇 (lanosterol)或是從環阿屯醇 (Cycloartenol, 植物）形成。兩者皆經由三萜角鯊烯環化反應而得。
類固醇代謝是一個生物過程，會從膽固醇製做類固醇，然後再轉化成其他類固醇。不同的物種會有不同的類固醇代謝途徑，人類的代謝途徑如右圖所示；當中涉及下列各種物質：
- 雄激素（Androgens，見左下角）
  - 睾酮（Testosterone）
- 雌激素（Estrogens，見右下角）和孕激素（Progesterone，見左上角）
  - 糖皮質激素（Corticoids）
  - 皮質醇（Cortisol）
  - 醛固酮（Aldosterone）

## 各類常見類固醇的化學式

膽固醇，一個原型的動物固醇。
膽甾烷5α-膽甾烷，共同的類固醇核心結構。這種5α類固醇是一種C-27的烴類固醇具有完整ABCD環系統。其特徵包括連接在C-10和C-13兩個軸向甲基基團，和連接在C-17一個8個碳的側鏈。這個共同的碳骨架存在於膽固醇以及許多其他類固醇中。
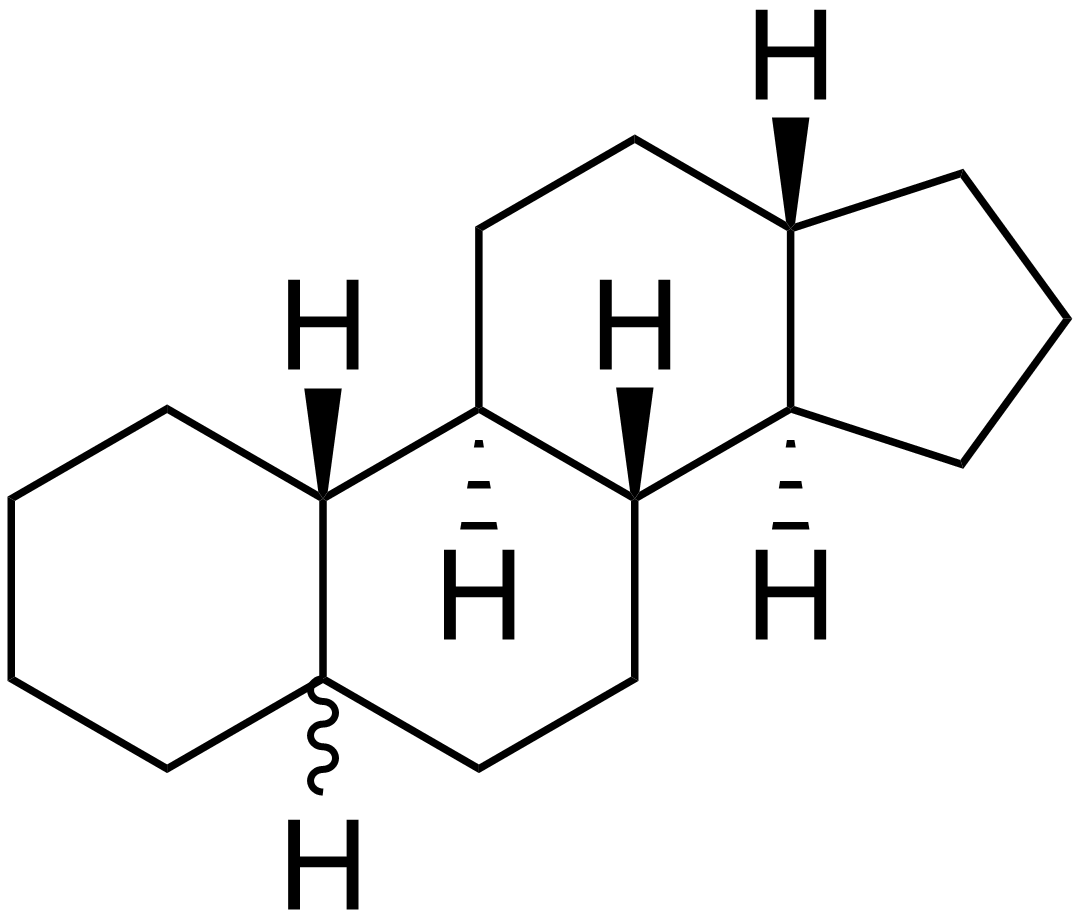
腺甾烷
睾酮(或稱作睾甾酮、睾丸激素)，主要的男性性激素及促蛋白合成類固醇。
美雄酮(或稱作去氫甲睾酮，商品名為大力補 (Dianabol)，17α甲基化 (右上角)以提高口服生物利用率。
膽汁酸(或稱作膽酸)，表示羧酸和額外經常存在的羥基。
地塞米松 (Dexamethasone)，合成皮質類固醇藥物，美國最常處方的美國仙丹、地塞米松酏劑 (Dexamethasone elixir, USP 0.5 mg/5 mL 8 ounce)。
羊毛甾醇，生物合成動物類固醇的前驅體。
孕酮(或稱作黃體激素、黃體酮)，涉及女性月經週期、懷孕、和胚胎發育的一種內源性類固醇，是孕激素的一種。
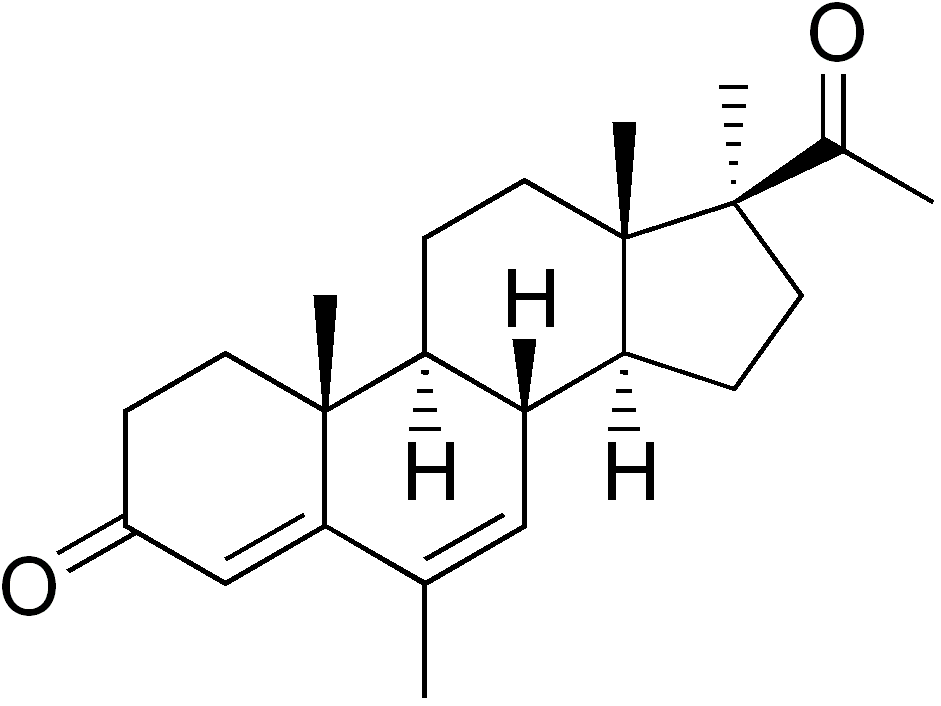
美羅孕酮，人工合成的類固醇，與孕酮具有相似的效果。
Β-穀固醇，植物固醇的一種。在C-17的側鏈有一個完全的烴支鏈和在C-3有一個羥基基團。

## 類固醇藥物
常用的類固醇藥物有羥甲烯龍、十一酸睪酮、氧甲氫龍、去氫甲基睪酮、美雄酮、司坦唑醇等。
類固醇藥物可通過注射與口服兩種方式攝入，特定的藥物可能會被要求用特定的方式攝入，通常情況下直接注射藥物比直接口服藥物更有效。一般認為，口服類固醇會被人體直接吸收，但實際上雖然類固醇難以被人體消化，但進入腸道後的類固醇需要經過分解再合成等多重步驟才能重新激發受體蛋白質引起指向性功能改變。這也是口服類藥物效果較不明顯的原因之一。
類固醇藥物具有極強的消炎及免疫抑制的作用，對於發炎性的疾患、過敏性疾病、自體免疫性疾病有較高的醫學價值，但過量使用類固醇藥物會導致HPA軸（hypotalmic-pituitary-adrenocortical axis）異常，容易導致腎上腺皮質長期停止工作而萎縮，使人體對類固醇藥物產生依賴性。

## 類固醇的藥理特性
類固醇是人體會自行分泌的物質，除此之外，人們在遇到外在環境壓力或危急時也會迅速分泌大量類固醇來「應急」，最明顯的是運動員常打一種合成代謝類固醇，也是類固醇的一種，以增加運動場上的爆發力，以達到短時間提升運動成績的目標。但因大量服用類固醇之各種副作用對身體的傷害力確實很大，使得各種體育協會基於保護運動選手的心理下將類固醇列為禁藥。但有些運動員因為長期運動的肌腱、韌帶傷害也會使用類固醇來治療，但在使用後幾個月內都會從尿液中被檢測出來。
類固醇由於很多媒體錯誤的報導及坊間的傳言，導致民眾對其產生很多不必要的誤解，在醫院可以發現，病人最在意、最害怕的藥物，除了癌症病人所用到的化學治療外，大概就是類固醇了，幾乎在台灣廣為人知之「美國仙丹」這名詞。

### 臨床上的使用
類固醇是人體正常生理所需的荷爾蒙，每人每天都會於腎上腺皮質分泌一定量的甾體（cortisol）供人體正常的生理作用，分泌量的多寡由腦部的下視丘、腦下垂體及腎上腺皮質共同來控制，而且分泌有一定的規律，在我們每天早上睡醒時是最高，之後在白天的時間會慢慢下降，到了晚上12點時達到最低。一旦身體遭受意外傷害、壓力、疾病影響導致身體免疫力發生變化（包括：各種發炎、過敏、分泌不協調...等），皆可由甾體來治療改善。
急性發病期，有可能每天使用大劑量的類固醇，較有可能發生副作用，隨著病情穩定進步時，服用劑量會減少，隨著服用劑量的減少，副作用也會減少，直至病情完全改善。只要在醫師指示下服用甾體，醫師會平衡使用時的利與弊，以期達到最好的治療效果並盡量減少可能發生的副作用。

### 類固醇的常見副作用
類固醇的副作用與藥量及使用期間有直接的關係，若長期使用、或大劑量使用較容易造成副作用，但副作用因每個人的體質而有所差異。
心血管問題當開始服用甾體就要密切注意血壓的變化。一旦血壓上升成為問題，就要服藥控制。此外，有研究顯示，年輕人濫用類固醇可導致心臟病死亡。
肝臟損害长期滥用类固醇会造成肝脏的损害。
饑餓類固醇使人容易饑餓、吃很多，顯著的食慾增加對小孩來說是一大問題，可能需要營養師的協助來避免體重過重。
糖尿病類固醇會刺激胰臟胰島α細胞的分泌胰高血糖素，以及β細胞凋亡減少胰島素分泌。導致蛋白質分解增加、糖質新生增加和胰島素分泌減少，造成胰島素抗性增加及周邊對葡萄糖利用之減少，引起高血糖的現象。
外在形態改變庫興氏症候群是服用類固醇所造成的改變，臉頰、軀幹可能變得腫胖，特別是臉部及眼臉會浮腫，而相對地，手腳就顯得“皮包骨”。
皮膚問題使用類固醇會使皮膚變得較薄，傷口較不易癒合，並且容易產生瘀青。
鹽和液體的滯留類固醇會有使液體滯留的傾向，這就是為何限鹽飲食是很重要的。
降低對感染的反應當孩童服用大劑量的類固醇時，對抗感染的能力就會降低，有些感染會變得非常嚴重，假若孩童尚未感染水痘，或未接受疫苗，就要避免暴露在公共場所，當孩童已暴露時，必須盡快就醫。
情緒搖擺不定當你服用類固醇時，可能會發生極度的高興、憂傷、憤怒、或活躍。
腸胃方面的問題類固醇會增加對腸胃道的刺激，假如出現胃不舒服的問題，要找你的醫生，這時可以用制酸劑，早上吃飯時合併服用甾體，可減少胃部不適。避免同時服用阿斯匹靈類的藥物，因為會引起胃不舒服。
粉刺（青春痘）對青春期的孩子，類固醇會加重粉刺的產生。
月經週期的改變對青少女而言，經期會變得不規律，甚至停經幾個月。
男性生殖功能下降濫用類固醇會導致男性睾丸萎縮。

### 類固醇的藥物使用注意事項及指引
1. 治療期間必須在指定時間回診。
2. 不可任意停藥，因為定期定量服用才可達到最佳治療效果。長期服用的病人，不要太快停藥，而要配合醫師指示漸進式地停掉，以免快速停之後，體內頓時類固醇分泌不足。
3. 外用藥膏若含類固醇者，勿任意塗在青春痘、病毒黴菌或細菌感染部位，以免病情惡化。
4. 有糖尿病、高血壓、胃潰瘍病史，使用類固醇要特別謹慎；長期使用含類固醇眼藥時，要定期測量眼壓，以防止青光眼。
5. 如果是一天服用一次，應盡量在早上吃藥，此舉較符合人體生理週期，可避免對下視丘腦下腺腎上腺造成抑制。
6. 如有任何不適，請與醫師聯絡，並請告知別科醫師你有在使用類固醇。
7. 由於類固醇嚐起來很苦，所以若是因此你的孩子不吃時，可在吃藥時伴服些水或其它如蜂蜜、花生醬等諸如此類的東西。
8. 如果說早上忘了吃，記得當天一定要快點吃，要是你的孩子服藥時間是每兩天吃一次的話，那麼你可以將吃藥時間記錄在月曆上，以提醒你那天該餵他吃藥了，要記得，忘了吃藥是件很危險的事，小孩子們會因此而得不到藥物的完整療效。

氣喘病人（尤其是小孩及孕婦），因類固醇藥物加註影響兒童生長的警語，氣喘兒童或孕婦常會非常擔憂，可能不明究裡任意停用或自行減量，但氣喘若沒有好好控制所導致的危險將會令病人未蒙其益先受其害。有些氣喘病患非常排斥吸入性類固醇，只在呼吸不順時使用氣管擴張器，惡果是氣管一直處於發炎狀態，氣管擴張器愈用愈沒效，結果氣管功能愈來愈不好，發作次數反而增加。根據報告，懷孕婦女可以安心使用吸入類固醇，如果因停用吸入性類固醇而使氣喘失去控制時，會使母親及胎兒血氧濃度太低，反而造成初期子癇、胎兒出生前後死亡、早產、子宮內生長遲緩、先天畸形的不良作用。
因此類固醇如在正常劑量下，遵照醫囑按時使用，副作用多半不會發生或很輕微，不需要特別在意；但如果自行購買來路不明的成藥或中藥時就要留意是否有添加過量的類固醇可能性；對於甾體的使用應該不要過度排斥，也不要濫用，相信只要正確的使用藥物，並清楚掌握其藥性，就能儘量減少副作用，並達到預期的治療效果。

## 分類

### 功能分類
按照其功能分類，以下是一般甾体的類別：
- 同化激素是與雄激素受體產生作用，以加強肌肉及骨骼合成的類固醇。它可以是自然存在或是人工合成的。現時一般運動員服用的所謂「類固醇」，就是指同化激素。
- 糖皮質激素包括有皮質醇及礦物皮質酮：
  - 糖皮質激素調節新陳代謝及免疫系統，亦是醫生用作治療炎症，如哮喘及關節炎。一般非內分泌的醫護人員所指的「類固醇」，就是指糖皮質激素。
  - 礦物皮質酮協助維持血液量及控制腎臟排出電解質。
- 性類固醇激素是性激素的一個子集，能產生性別分化或支持繁殖。它們包括有雄激素、雌激素及助孕素。
- 植物類固醇是一種自然存在於植物內的類固醇。
- 麥角類固醇是一種自然存在於真菌內的類固醇，當中包括某些維生素D補充劑。

在解剖學治療學及化學分類系統中，同化激素被分類為A14，性激素被分類為G03及L02，而皮質醇則被分類為A07EA、C05AA、D07、D10AA、H02、R01AD、R03BA、S01BA、S02B及S03B。

### 結構分類
除了以功能分類外，類固醇亦可以其化學構造來分類，其中一個例子是按醫學標題表來分類。

## 與研究類固醇有關的諾貝爾獎
研究類固醇相關題材已經獲得了許多諾貝爾獎。這些獎項包括：
- 1927年（化學）海因里希·奧托·威蘭 - 膽酸，甾醇的結構，以及它們與維他命的連接。
- 1928年（化學）阿道夫·溫道斯 - 甾醇的結構及其與維他命連接。
- 1939年（化學）阿道夫·布特南特和拉沃斯拉夫·魯日奇卡 - 類固醇性激素的分離與其結構的研究。萜烯及其相關研究。
- 1950年（生理學與醫學）愛德華·卡爾文·肯德爾，塔德烏什·賴希施泰因，菲利普·肖瓦特·亨奇 - 由於發現腎上腺皮質激素及其結構和生理效應。
- 1965年（化學）羅伯特·伯恩斯·伍德沃德 - 膽固醇，可的松，和羊毛甾醇的合成。其同事羅德·霍夫曼於1981年因為通過前線軌道理論和分子軌道對稱守恆原理來解釋化學反應的發生而獲得諾貝爾化學獎。
- 1969年（化學）德里克·巴頓和奧德·哈塞爾 - 發展構象異構的概念及其在化學中的應用，其中一個重要具體的重點是“甾核”的構象異構。
- 1975年（化學）弗拉迪米爾·普雷洛格 - 經由鯊烯、甲羥戊酸確定膽固醇生物合成的立體化學過程。